# Carmelo Balda Galarraga
Carmelo Balda Galarraga (Andoaín 1897- San Sebastián 1969) fue un cirujano dentista que colaboró en la creación del primer servicio de cirugía maxilofacial  en España. Su finalidad fue atender a la enorme cantidad de heridos procedentes del frente de Aragón en la guerra civil española.
También fue un destacado pelotari campeón de España varios años y  presidente-fundador de la Federación Internacional de Pelota Vasca.

## Biografía y trayectoria profesional
Nació en Andoaín, provincia de Guipúzcoa (España) y realizó los estudios de odontología completando su formación en el extranjero.
En la guerra civil el número de heridos maxilofaciales fue enorme por lo que se dispuso que el hospital militar de San Sebastián fuera el hospital de referencia en la  retaguardia.
En dicho hospital se creó el primer servicio de cirugía maxilofacial en España para lo que se contrató al cirujano americano Joseph Eastman Sheehan (1885 – 1951) y al anestesista británico  Robert Reynolds Macintosh (1897-1989), Estos médicos formaron un equipo en el que la especialidad odontológica y protésica fue dirigida por Carmelo Balda.
Eastman publicó en una entrevista en el New York Times que “Había tantas caras mutiladas en el ejército rebelde como había en el ejército británico al final de la primera Guerra Mundial”.
Al terminar la guerra, en 1941,  el servicio se trasladó al hospital Gómez Ulla de Madrid y Carmelo Balda siguió con su consulta particular en San Sebastián.
En cuanto a su faceta deportiva ganó tres campeonatos de España de pala los años 1927, 1930 y 1933.  Fue presidente-fundador de la Federación Internacional de Pelota Vasca y fue  galardonado con la medalla del mérito deportivo en las finales del campeonato de España de 1936, celebrado en Barcelona y el frontón principal de San Sebastián lleva su nombre.
En 1952 escribió el libro  Siete países hispánicos juegan a la pelota vasca, (Mundo Hispánico).
Falleció en San Sebastián en 1969.